# Birori
Birori (sardisk: Bìroro) er en by og en kommune (comune) i provinsen Nuoro i regionen Sardinien i Italien. Byen ligger i 450 meters højde og har 531 indbyggere (2016). Kommunen har et areal på 17,33 km² og grænser til kommunerne Borore, Bortigali, Dualchi og Macomer.